# Terengganu FC
Terengganu FC ist eine Verbandsmannschaft aus Kuala Terengganu, Malaysia. Aktuell spielt das Team in der höchsten Liga des Landes, der Malaysia Super League. Die Mannschaft wurde 1972 vom regionalen Fußballverband des Bundesstaates Terengganu ins Leben gerufen.

## Vereinserfolge

### National
- Malaysia Super League

Vizemeister: 2022
- Malaysia Premier League

Meister und Aufsteiger: 1990, 1998
Vizemeister: 1992, 2001
- Malaysia FA Cup

Gewinner: 2000, 2011
Finalist: 1999, 2004, 2022
- Malaysia Cup

Gewinner: 2001
Finalist: 1973, 1982, 1998, 2011, 2018
- Piala Sumbangsih

Sieger: 2001
2. Platz: 2002

## Stadion
Der Verein trägt seine Heimspiele im 50.000 Zuschauer fassenden Sultan Mizan Zainal Abidin Stadium in Kuala Terengganu aus.

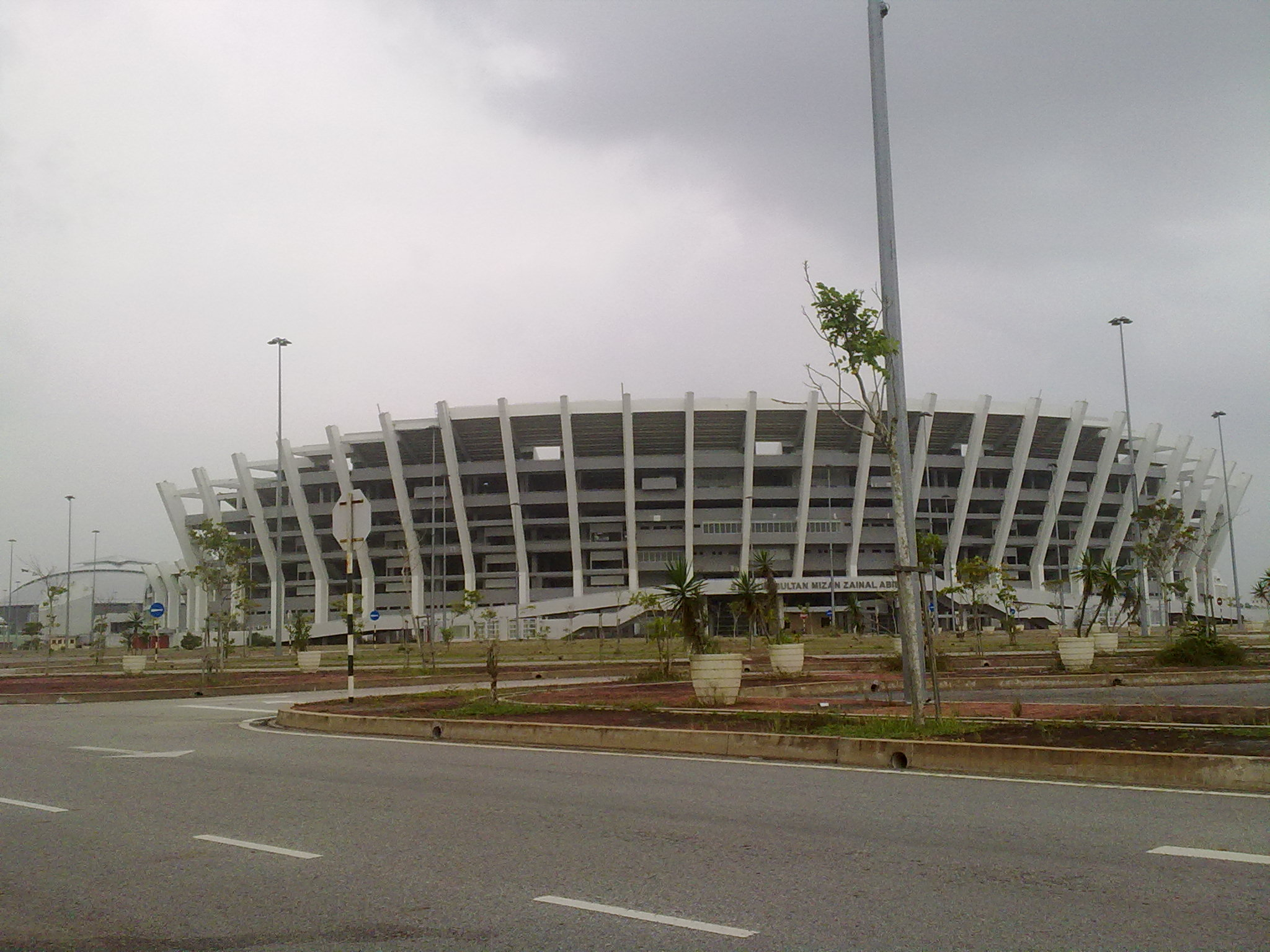
Sultan Mizan Zainal Abidin Stadium

| Koordinaten                     |
| ------------------------------- |
| 5° 22′ 11,1″ N, 103° 6′ 20,2″ O |

## Spieler
Stand: 29. Mai 2019
| Nr. |            | Position | Name                          |
| --- | ---------- | -------- | ----------------------------- |
| 1   | Malaysia   | TW       | Shafawi Mohamad               |
| 2   | Malaysia   | AB       | Wan Amirzafran                |
| 3   | Malaysia   | AB       | Muhammad Mohd Faudzi          |
| 4   | Malaysia   | AB       | Kamal Azizi Zabri             |
| 5   | Malaysia   | AB       | Radhi Yusof                   |
| 7   | England    | MF       | Lee Tuck (Mannschaftskapitän) |
| 8   | Kambodscha | MF       | Thierry Bin                   |
| 9   | Malaysia   | MF       | Shahrul Aizad                 |
| 10  | Malaysia   | ST       | Mohammad Afiq Haikal Haruddin |
| 11  | Malaysia   | MF       | Syamim Yahya                  |
| 13  | Malaysia   | MF       | Khairu Azrin Khazali          |
| 14  | Malaysia   | MF       | Nabil Latpi                   |
| 15  | Usbekistan | MF       | Sanjar Shaakhmedov            |
| 16  | Malaysia   | ST       | Khairul Izuan Rosli           |

| Nr. |          | Position | Name                    |
| --- | -------- | -------- | ----------------------- |
| 17  | Malaysia | AB       | Nasrullah Haniff Johan  |
| 18  | Malaysia | AB       | Azalinullah Alias       |
| 19  | Malaysia | MF       | Khairul Anwar Shahrudin |
| 20  | Malaysia | MF       | Sharin Sapien           |
| 21  | Malaysia | MF       | Haidhir Suhaini         |
| 22  | Malaysia | AB       | Adib Aizuddin           |
| 23  | Singapur | ST       | Faris Ramli             |
| 25  | Malaysia | TW       | Ilham Amirullah Razali  |
| 26  | Malaysia | AB       | Hasni Zaidi Jamian      |
| 27  | Malaysia | TW       | Wan Azraie              |
| 29  | Malaysia | TW       | Suffian Abdul Rahman    |
| 30  | Malaysia | ST       | Ashari Samsudin         |

## Ehemalige bekannte Spieler
- Frank Pastor
- Martin Busse (1990–1991)
- Thomas Hoßmang (1991)
- Paulo Rangel (2014–2015)

## Trainer seit 1983
| Name                   | Zeit bei Terengganu FC | Zeit bei Terengganu FC |
| Name                   | von                    | bis                    |
| ---------------------- | ---------------------- | ---------------------- |
| Abdullah Mohammad      |                        |                        |
| Tajuddin Nor           |                        |                        |
| Abdul Rahman           | 1983                   | 1984                   |
| Marco Bilić            | 1993                   |                        |
| Abdul Rahman           | 1998                   |                        |
| Yunus Alif             | 1. April 1998          | 31. Dezember 2000      |
| Mat Zan Mat Aris       | 1. Januar 2001         | 31. Dezember 2002      |
| Yunus Alif             | 1. Januar 2005         | 31. März 2008          |
| Mohammad Nik           | 2009                   |                        |
| Ken Worden             | 24. Januar 2009        | 12. November 2009      |
| Irfan Bakti Abu Salim  | 20. November 2009      | 30. Oktober 2011       |
| Mat Zan Mat Aris       | 1. Januar 2012         | 31. Mai 2012           |
| Peter Butler           | 1. Juni 2012           | 18. September 2012     |
| Elangowan Elavarasan   | 1. Januar 2013         | 31. Dezember 2013      |
| Abdul Rahman           | 2014                   |                        |
| Ahmad Yusof            | 2015                   | 2016                   |
| Mike Mulvey            | 2016                   |                        |
| Irfan Bakti Abu Salim  | 17. Oktober 2016       | 14. Mai 2019           |
| Nafuzi Zain            | 16. Mai 2019           | 30. November 2022      |
| Tomislav Steinbrückner | 1. Dezember 2022       |                        |

## Ausrüster und Sponsoren
| Jahr          | Ausrüster | Trikotsponsor      |
| ------------- | --------- | ------------------ |
| 1990 bis 1994 | Puma      | Dunhill / EON Bank |
| 1994/1995     | Adidas    | Dunhill / EON Bank |
| 1995/1996     | Dunhill   | Kein Sponsor       |
| 1996 bis 1999 | Line 7    | Kein Sponsor       |
| 2000 bis 2004 | Mizuno    | Telekom Malaysia   |
| 2005 bis 2010 | Pronic    | Telekom Malaysia   |
| 2011          | Specs     | Telekom Malaysia   |
| 2012          | Specs     | Top-IT             |
| 2013          | Specs     | Desa Murni Batik   |
| 2014          | Umbro     | Desa Murni Batik   |
| 2015          | Umbro     | Ladang Rakyat      |
| 2016          | Kobert    | Terengganu Inc.    |
| 2017 bis 2018 | Kobert    | Chicken Cottage    |
| 2019          | Al-Ikhsan | Terengganu Inc.    |

## Erläuterungen / Einzelnachweise
1. ↑  rsssf.org Liste der Meister der 2. Liga